# Resolució 930 del Consell de Seguretat de les Nacions Unides
La Resolució 930 del Consell de Seguretat de les Nacions Unides fou adoptada per unanimitat el 27 de juny de 1994. Després de recordar les resolucions 772 (1992) i 894 (1994), el Consell va observar amb satisfacció que s'havia establert a Sud-àfrica un govern democràtic i de base no racial, i va donar per finalitzada la Missió d'Observadors de les Nacions Unides a Sud-àfrica (UNOMSA).
Es van felicitar els esforços del Representant Especial del Secretari General Boutros Boutros-Ghali i UNOMSA, juntament amb l'Organització de la Unitat Africana, la Commonwealth of Nations i la Unió Europea. Finalment el Consell va decidir retirar l'ítem titulat "La qüestió de Sud-àfrica" dels assumptes pendents. Les sancions internacionals al país van ser aixecades a la Resolució 919.